# Hoplopleura bidentata
Hoplopleura bidentata – gatunek wszy z rodziny Hoplopleuridae, pasożytujący na bobroszczurze złotobrzuchym (Hydromys chrysogaster). Powoduje wszawicę.
Samica wielkości 1,3 mm, samiec mniejszy wielkości 0,9 mm. Wszy te mają ciało silnie spłaszczone grzbietowo-brzusznie. Przednia para nóg jest wyraźnie mniejsza i słabsza, zakończona słabym pazurem. Samica składa jaja zwane gnidami, które są mocowane specjalnym "cementem" u nasady włosa. Rozwój osobniczy trwa po wykluciu się z jaja około 14 dni i występują w nim 3 stadia larwalne. Larwy od osobników dorosłych różnią się tylko wielkością. Pasożytuje na skórze, żywi się krwią którą ssie 2–3 razy dziennie. Występuje na terenie Australii i Tasmanii.